# Brodie Retallick
Broderick Allan Retallick, detto Brodie (Rangiora, 31 maggio 1991), è un rugbista a 15 neozelandese, seconda linea dei Kōbe Steelers nella Japan Rugby League One; internazionale dal 2012, è stato miglior giocatore dell'anno World Rugby del 2014 e campione del mondo 2015 con gli All Blacks.

## Biografia
Nato a Rangiora, nella regione di Canterbury, Retallick compì gli studi superiori alla Christchurch Boys' High School, istituto del capoluogo regionale; già messosi in luce come seconda linea in ragione della sua altezza (204 centimetri), fu incoraggiato dagli allenatori a trarre vantaggio dalla sua stazza; troppo pesante per essere sollevato durante le touche, inoltre, era solito invece aggiungere la sua altezza all'ascensore che serviva a sollevare il compagno di squadra deputato a tentare di catturare il pallone.
Nel 2010 Tom Coventry, tecnico degli avanti della provincia di Hawke's Bay, scoprì che il diciannovenne Retallick non era ancora stato messo sotto contratto da alcuna federazione, e si fece avanti, così ingaggiando il giocatore che esordì nel National Provincial Championship quello stesso anno.
Nel 2012 debuttò in Super Rugby nella franchise degli Chiefs e il suo apporto fu determinante alla conquista della vittoria del torneo per la prima volta nella storia della squadra; a giugno di quell'anno fu convocato negli All Blacks in occasione del tour irlandese in Oceania complice l'abbandono della Nazionale di Brad Thorn, emigrato in Europa.
Retallick debuttò nel primo dei tre test match della serie contro l'Irlanda e successivamente scese in campo anche negli altri due; da quel momento divenne fisso e partecipò a tre edizioni consecutive del Championship oltre a tutti i tour oltreoceano, formando un'efficiente coppia di seconda linea insieme a Sam Whitelock; nuovamente campione del Super Rugby nel 2013 con gli Chiefs, nel 2014 entrò, per le sue prestazioni, tra i cinque nominati al premio di miglior giocatore dell'anno di World Rugby, risultandone alfine vincitore.
Incluso nella rosa neozelandese alla Coppa del Mondo di rugby 2015 in Inghilterra, si è laureato con gli All Blacks campione del mondo.

## Palmarès
- Coppe del mondo: 1
Nuova Zelanda: 2015
- Super Rugby: 2
Chiefs: 2012, 2013